# برنامه خروج منظم
برنامه خروج منظم (انگلیسی: Orderly Departure Program) برنامه ای بود که به شهروندان ویتنام اجازه مهاجرت می‌داد تا به آمریکا و سایر کشورها بروند.

## شرح
مصائب پناهندگان قایق‌سوار در آسیای جنوب شرقی باعث شد تا کمیساریای عالی سازمان ملل متحد برای پناهندگان در ماه مه ۱۹۷۹ یادداشت تفاهمی را با دولت ویتنام در مورد خروج منظم افراد آن کشور به امضاء برساند. هدف از خروج منظم این بود تا مکانیسمی برای ویتنامی‌ها فراهم شود تا به راحتی و به صورت منظم از مرزهای خود عبور کرده و در خارج از کشور باز اسکان شوند. پیش از برنامه خروج منظم، ده‌ها هزار «پناهندگان قایق‌سوار» که ماهانه از ویتنام فرار کرده بودند به سواحل کشورهای همسایه پناه بردند. اما تحت برنامه خروج منظم، از سال ۱۹۸۰ تا ۱۹۹۷، قریب به ۶۲۳٫۵۰۹ ویتنامی در خارج از کشور به سر می‌برند که از این تعداد ۴۵۸٫۳۶۷ نفر به ایالات متحده رفتند.

## پیشینه
در ژوئن ۱۹۷۹، بیش از ۵۴٫۰۰۰ پناهنده ویتنامی با قایق وارد کشورهای همسایه خود در جنوب شرقی آسیا و هنگ کنگ شدند. چندین ماه طول کشیده بود تا انبوه پناهجویان بتوانند به‌طور پیاپی مسیر خطرناکی را با قایق‌های کوچک طی کنند. با ورود تازه واردان ویتنامی به اردوگاه‌های کثیف و درهم ریخته، کشورهای آسیای جنوب شرقی در مواجه شدن با این وضعیت متحد شده و اعلام کردند که آنها به لحاظ ظرفیت اشباع شده‌اند و تصمیم گرفتند که هیچ‌یک از تازه واردان را نپذیرند.
در واکنش، کمیساریای عالی پناهندگان سازمان ملل متحد، همچنین دبیرکل سازمان ملل در یک عمل کم سابقه به فراخوان مالی جهت یک کنفرانس بین‌المللی بزرگ در ژوئیه ۱۹۷۹ دست زدند. در این کنفرانس که در ژنو برگزار شد، بحران شدید صدها هزار پناهنده در جنوب شرقی آسیا مطرح شد. والتر ماندیل، معاون رئیس‌جمهور ایالات متحده و رئیس هیئت آمریکا حضور داشت، نتایج کنفرانس این بود که کشورهای آسیای جنوب شرقی موافقت کردند موقتاً به این پناهجویان پناهندگی بدهند، ویتنام موافقت کرد تا از خروج منظم حمایت کند و شرایط خروج پناهندگان قایق‌سوار را فراهم نماید، و کشورهای غربی نیز موافقت کردند که اسکان مجدد را تسریع کنند. برنامه خروج منظم، ویتنامی‌هارا قادر ساخت، تا درصورت تأیید پناهندگی توسط هر کشوری بتوانند ویتنام را برای اسکان مجدد در آن کشور بدون نیاز به استفاده از سفر با قایق جهت رفتن به کشورهای هم جوار ترک کنند.

## اهداف و نتایج
در نتیجه توافقنامه کنفرانس ژنو، تعداد پناهندگان قایق‌نشین ویتنامی از چند هزار نفر در ماه کاهش یافت و بازاسکان مجدد و خروج ۹۰۰۰ پناهجو در ماه در اوایل سال ۱۹۷۹ به ۲۵۰۰۰ در هر ماه افزایش یافت.
بدترین بحران بشردوستانه به این ترتیب به پایان رسید، هرچند قایقها همچنان به ترک ویتنام برای بیش از یک دهه بعد ادامه دادند یا پناهجویان در دریا مردند یا در اردوگاه‌های پناهندگان باقی ماندند.
| کشور         | تعداد ویتنامی‌هایی که در کادر برنامه خروج منظم بودند۱۹۸۰–۱۹۹۷ | یادداشت |
| ------------ | ------------------------------------------------------------ | ------- |
| ایالات متحده | ۴۵۸٬۳۶۷                                                      |         |
| کانادا       | ۶۰٬۲۸۵                                                       |         |
| استرالیا     | ۴۶٬۷۱۱                                                       |         |
| فرانسه       | ۱۹٬۲۶۴                                                       |         |
| آلمان        | ۱۲٬۰۶۷                                                       |         |
| بریتانیا     | ۴٬۸۴۲                                                        |         |
| نروژ         | ۳٬۹۹۸                                                        |         |
| بلژیک        | ۳٬۱۰۶                                                        |         |
| سوئد         | ۳٬۰۷۹                                                        |         |
| دانمارک      | ۲٬۲۹۸                                                        |         |
| سایر کشورها  | ۹٬۴۹۲                                                        |         |
| جمع کل       | ۶۲۳٬۵۰۹                                                      |         |

منبع: رابینسون و کورتلند ترم پناهندگان, London: Zed Books, Ltd. : 1998, Appendix 2